# Kapelle (Kirmesau)

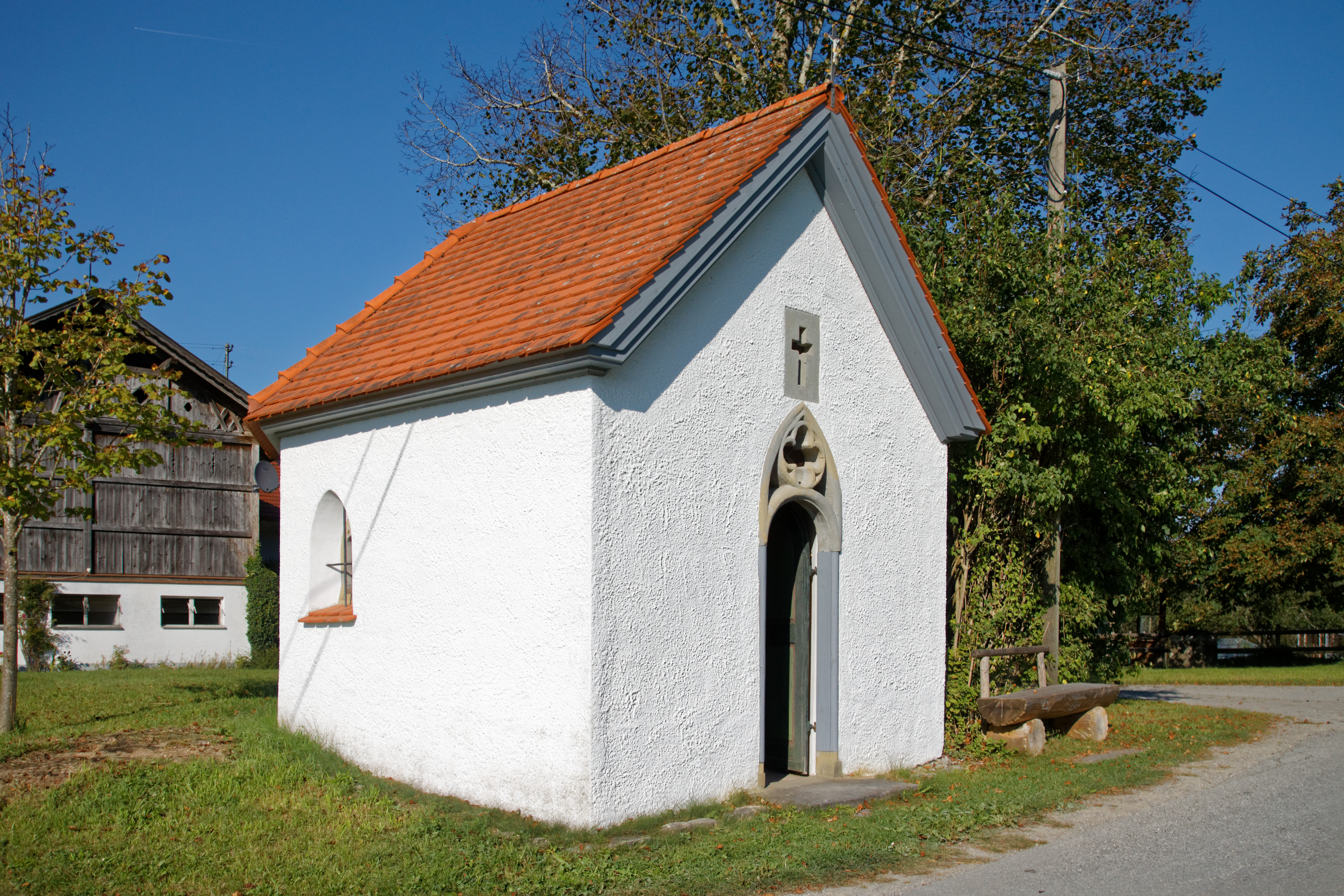
Äußeres der Kapelle in Kirmesau

Die Kapelle Kirmesau ist eine Kapelle im Ortsteil Kirmesau der oberbayerischen Gemeinde Bad Bayersoien. Das Bauwerk ist als Baudenkmal in die Bayerische Denkmalliste eingetragen.

## Beschreibung

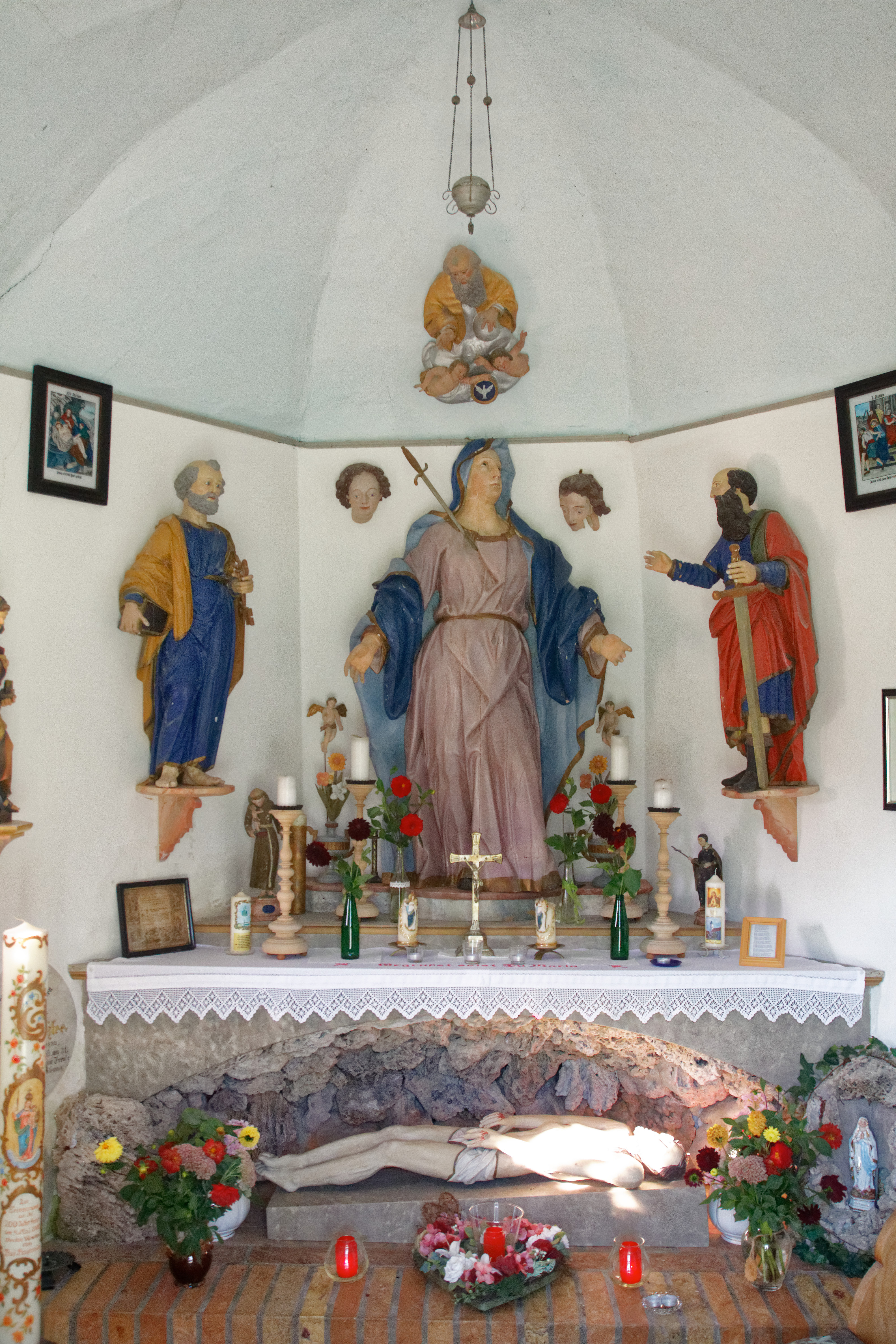
Inneres der Kapelle in Kirmesau

Die Kapelle liegt an der durch Kirmesau führenden Durchgangsstraße auf einer Freifläche vor einem Bauernhof. Sie wurde gegen Anfang des 17. Jahrhunderts erbaut und 1822 der Jungfrau Maria geweiht. 1863 und 1994 wurde sie grundlegend renoviert.
Der Bau mit einem Grundriss von etwa 3 × 4,5 Metern hat an seiner Rückseite einen Dreiachtelschluss und trägt ein Satteldach. In der spitzbogigen Türfassung des an der Südseite an der Straße liegenden Eingangs ist ein Maßwerk in Form eines stehenden Vierpasses angebracht.
Im Inneren steht auf einem Podest hinter dem Altar eine Statue der Schmerzensmutter, flankiert von Statuen der Apostel Petrus und Paulus. Die Vorderseite des Altars ist als Heiliges Grab gestaltet.